# William Brett, Baron Brett
William Henry Brett, Baron Brett (* 6. März 1942 in Heywood, Lancashire; † 29. März 2012) war ein britischer Politiker (Labour Party) und Wirtschaftsmanager.

## Leben und Karriere
William Henry Brett, Sohn von William und Mary Brett, besuchte das Radcliffe Technical College an der University of Manchester. Von 1958 bis 1964 arbeitete er als Schalterbeamter (Booking Clerk) für British Rail, von 1965 bis 1967 war er Verwaltungsassistent für die Transport Salaried Staffs' Association und von 1966 bis 1968 Verhandlungsführer für den Bezirk Nordwest der National Union of Bank Employees. Von 1968 bis 1974 war Brett Bereichsverwaltungsbeamter (Divisional Officer) für die Association of Scientific, Technical and Managerial Staffs. 
Er war Moderator bei BBC Radio Nottingham. Bei der Institution of Professionals, Managers and Specialists (IPMS), heute PROSPECT, war er von 1974 bis 1980 zunächst als Sekretär (Assistant Secretary) (Zuständigkeit für Mitglieder aus den Bereichen Umwelt und Landwirtschaft), von 1980 bis 1989 als stellvertretender Generalsekretär (Assistant General Secretary) (Zuständigkeit für den öffentlichen und privaten Sektor) und schließlich von 1989 bis 1999 als Generalsekretär (General Secretary) tätig.
Ebenfalls von 1989 bis 1999 war er Mitglied des Executive Committee bei Public Services International (PSI) und im Aufsichtsrat (General Council) des Trades Union Congress (TUC). Von 1992 bis 2003 war Brett Mitglied, stellvertretender Präsident und Vorsitzender der Arbeitnehmergruppe der Internationalen Arbeitsorganisation (ILO) in Genf, von 2002 bis 2003 war er dort Vorsitzender des Entscheidungsgremiums (Governing body). Seit 2004 ist er ILO-Direktor von Großbritannien und der Republik Irland; allerdings wurde das ILO-Büro in London mittlerweile geschlossen. Er war weiterhin von 1960 bis 1999 Mitglied der Association of Professional, Executive, Clerical and Computer Staff (APEX). Von 1998 bis 2000 war er Non-Executive Director von Docklands Light Railway.

## Mitgliedschaft im House of Lords
Am 20. Juli 1999 wurde er zum Life Peer als Baron Brett, of Lydd in the County of Kent ernannt. Als seine politischen Interessen gab er Menschenrechte, Entwicklungshilfe, Wirtschafts- und Arbeitsmarktfragen sowie, geografisch, Afrika an. 
Von 2008 bis 2010 war er Whip der Regierung und von 2009 bis 2010 Regierungssprecher für Internationale Entwicklungshilfe (Government Spokesperson for International Development). 2009 wurde er außerdem, im Rahmen einer Mutterschaftsvertretung, Parlamentarischer Staatssekretär (Parliamentary Under-Secretary of State) im Home Office und blieb dies bis 2010.  
Seit 2010 war er Oppositionssprecher für das Home Office und Internationale Entwicklungshilfe. 
Brett gehörte mehreren Sonderausschüssen (Lords Select Committees) an. Von 2007 bis 2008 gehörte er dem „Delegated Powers and Regulatory Reform Committee“ und 2008 dem „Statutory Instruments Joint Committee“ an.

## Familie
Brett heiratete 1961 Jean Valerie Cooper. Sie ließen sich 1986 scheiden. In zweiter Ehe war er ab 1994 mit Janet Winters verheiratet. Die Scheidung erfolgte 2006. Er hatte einen Sohn und eine Tochter mit seiner ersten Frau sowie zwei Töchter mit seiner zweiten Frau. Zuletzt lebte und arbeitete er in London. 

## Weitere Ämter und Ehrungen
Von 1964 bis 1968 war er Mitglied (Councillor) des Stadtrates des London Borough of Lewisham. Brett wurde 1994 Fellow der Royal Society of Arts (RSA). 2004 erhielt er die Ehrendoktorwürde der Sullivan University in Louisville und wurde dort Honorary Senior Fellow.

## Veröffentlichungen
- International  Labour in the 21st  Century: The ILO, Monument to the Past or Beacon for the Future? London: European Policy Institute, 1994